# Dominic Gape
Dominic Gape (Burton Bradstock, 9 september 1994) is een Engels voetballer bij voorkeur als centrale middenvelder speelt. Hij staat onder contract bij Southampton, waar hij doorstroomde vanuit de eigen jeugdopleiding.

## Clubcarrière
Gape sloot zich op achtjarige leeftijd aan in de jeugdacademie van Southampton. In april 2013 ondertekende hij zijn eerste profcontract. Op 25 september 2012 zat hij voor het eerst op de bank in het League Cup-duel tegen Sheffield Wednesday. Op 20 december 2014 debuteerde de middenvelder in de Premier League in het thuisduel tegen Everton. Hij mocht van coach Ronald Koeman invallen voor Shane Long. Southampton won de wedstrijd met 3–0 na doelpunten van Graziano Pellè, Maya Yoshida en een eigen doelpunt van Romelu Lukaku.

## Statistieken
| Club        | Seizoen | Premier League | Premier League | FA Cup | FA Cup | League Cup | League Cup | Europa | Europa | Andere | Andere | Totaal | Totaal |
| Club        | Seizoen | Wed            | Goals          | Wed    | Goals  | Wed        | Goals      | Wed    | Goals  | Wed    | Goals  | Wed    | Goals  |
| ----------- | ------- | -------------- | -------------- | ------ | ------ | ---------- | ---------- | ------ | ------ | ------ | ------ | ------ | ------ |
| Southampton | 2014–15 | 1              | 0              | 0      | 0      | 0          | 0          | 0      | 0      | 0      | 0      | 1      | 0      |
| Southampton | Totaal  | 1              | 0              | 0      | 0      | 0          | 0          | 0      | 0      | 0      | 0      | 1      | 0      |